# Acide calendique
L'acide calendique est un acide gras polyinsaturé possédant un système conjugué de trois doubles liaisons. Le diastéréoisomère appelé acide alpha-calendique correspond à l'acide trans,trans,cis-Δ8,10,12 octadécatriénoïque (18:3), qu'on trouve dans les soucis, du genre Calendula, d'où son nom.
Il s'agit formellement d'un acide gras oméga-6, bien qu'il soit rarement rangé dans cette catégorie. L'acide α-calendique est synthétisé par les soucis à partir de l'acide linoléique sous l'action d'une acide gras désaturase particulière qui convertit la double liaison cis-9 en un système conjugué trans-8, trans-10 tandis que la double liaison cis-12 demeure inchangée. Le diastéréoisomère tout-trans-Δ8,10,12, appelé acide bêta-calendique, a également été isolé.
Les fleurs de soucis sont connues depuis des siècles pour favoriser la cicatrisation, réduire l'inflammation et pour leurs propriétés antiseptiques.